# Moisès
Moisès o Moisés (hebreu: מֹשֶׁה, Moixe‎; àrab: موسى, Mūsà; grec antic: Mωϋσῆς, Moyses; llatí: Moyses) és un personatge bíblic que, segons el relat de l'Èxode, va alliberar el poble jueu de l'opressió a què es veia sotmès per Egipte. Va proporcionar segons el mateix relat la taula de les lleis de Déu per al seu poble. Segons els textos bíblics, va ser un líder religiós, legislador i profeta, a qui tradicionalment se'l considera l'autor de la Torà. També en hebreu se l'anomena Moshe Rabenu (hebreu: מֹשֶׁה רַבֵּנוּ, Móše ben Amrām‎, lit. ‘Moisès, el nostre mestre’), és el profeta més important del judaisme i també es considera un profeta important per al cristianisme, l'islam, la Fe bahà'i, el rastafarisme i moltes altres religions.

## Biografia segons la Bíblia

### Tret de les aigües
Segons la història de la Bíblia, Moisès era fill d'Amram i Joquèbed, una dona hebrea de la tribu de Leví. Quan va néixer, el faraó havia promulgat un edicte segons el qual s'havien de matar tots els nounats jueus. D'aquesta manera, quan el nen havia fet tres mesos i veient que no podrien amagar-lo per més temps, la mare va decidir posar-lo dins una cistella i el va confiar a les aigües del Nil.
La germana del nadó, Míriam, vigilava la cistella des de la riba del riu, quan va veure la filla del faraó que, mentre es banyava al riu, va sentir els plors del nen. Se n'apiadà i decidí adoptar-lo com a fill seu.
Aleshores, la germana del nadó va presentar-se a l'egípcia i se li oferí per portar-lo a una dida hebrea perquè l'alletés. D'aquesta manera el nen fou retornat a la seva mare que el cuidà fins que fou més gran i fou enviat de nou al palau. Fou llavors quan la filla del faraó l'adoptà formalment i li posà de nom Moisès, que significa l'he tret de les aigües. Així, entrà a formar part de la família reial i fou educat com a príncep d'Egipte.

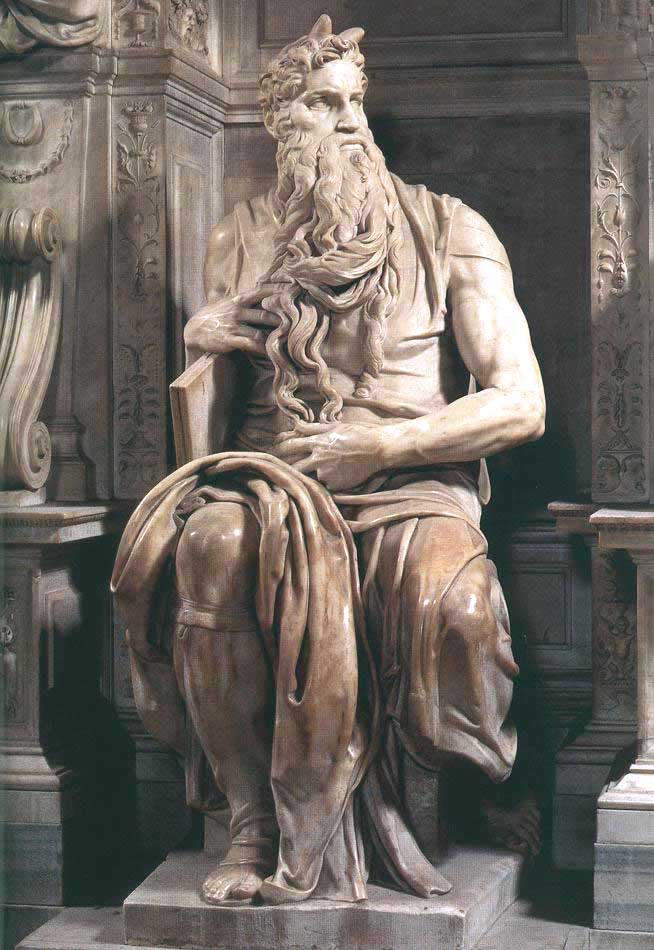
Moisès de Miquel Àngel
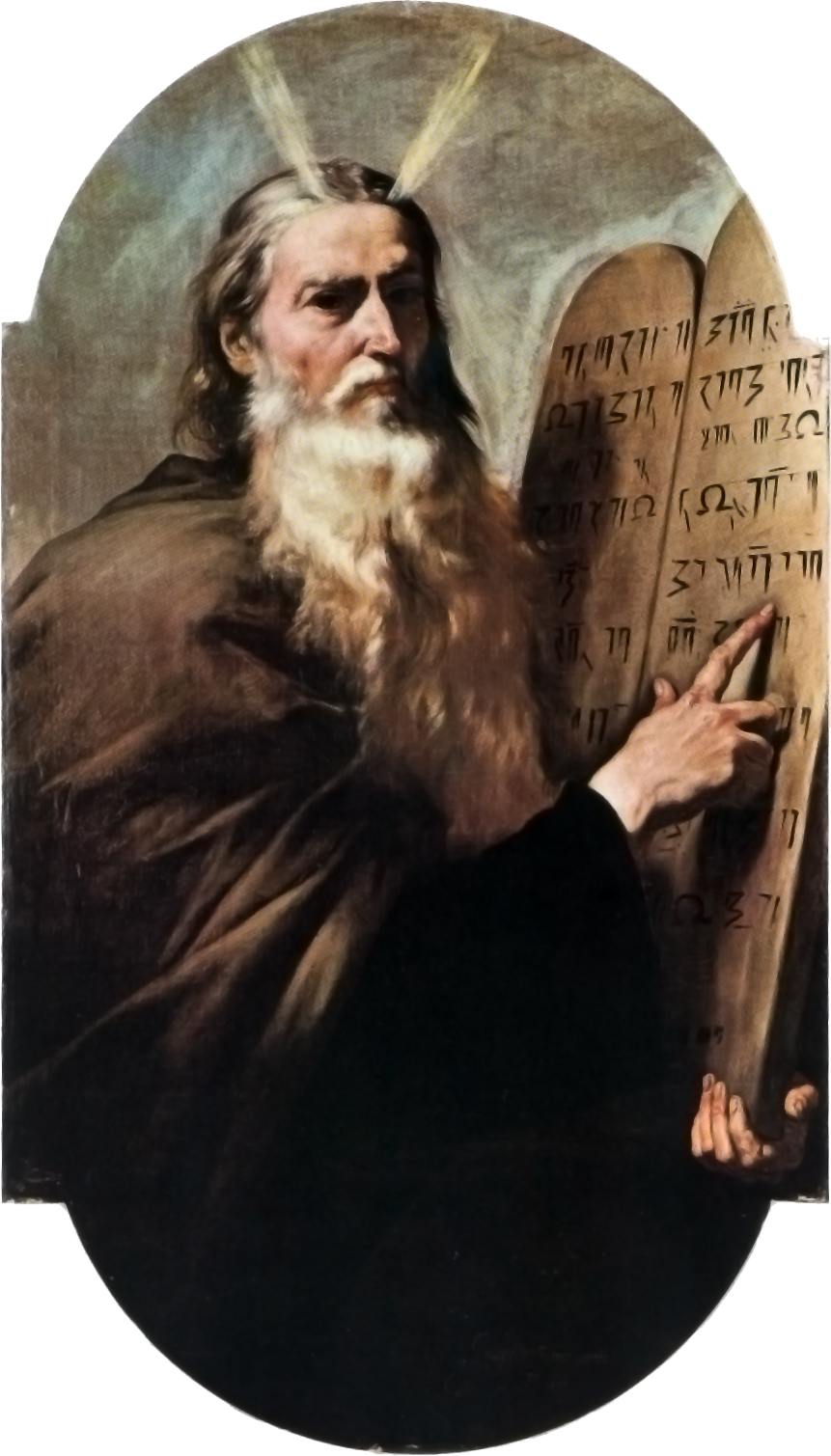
Pintura de Josep de Ribera, 1638 (Nàpols, S. Martino)
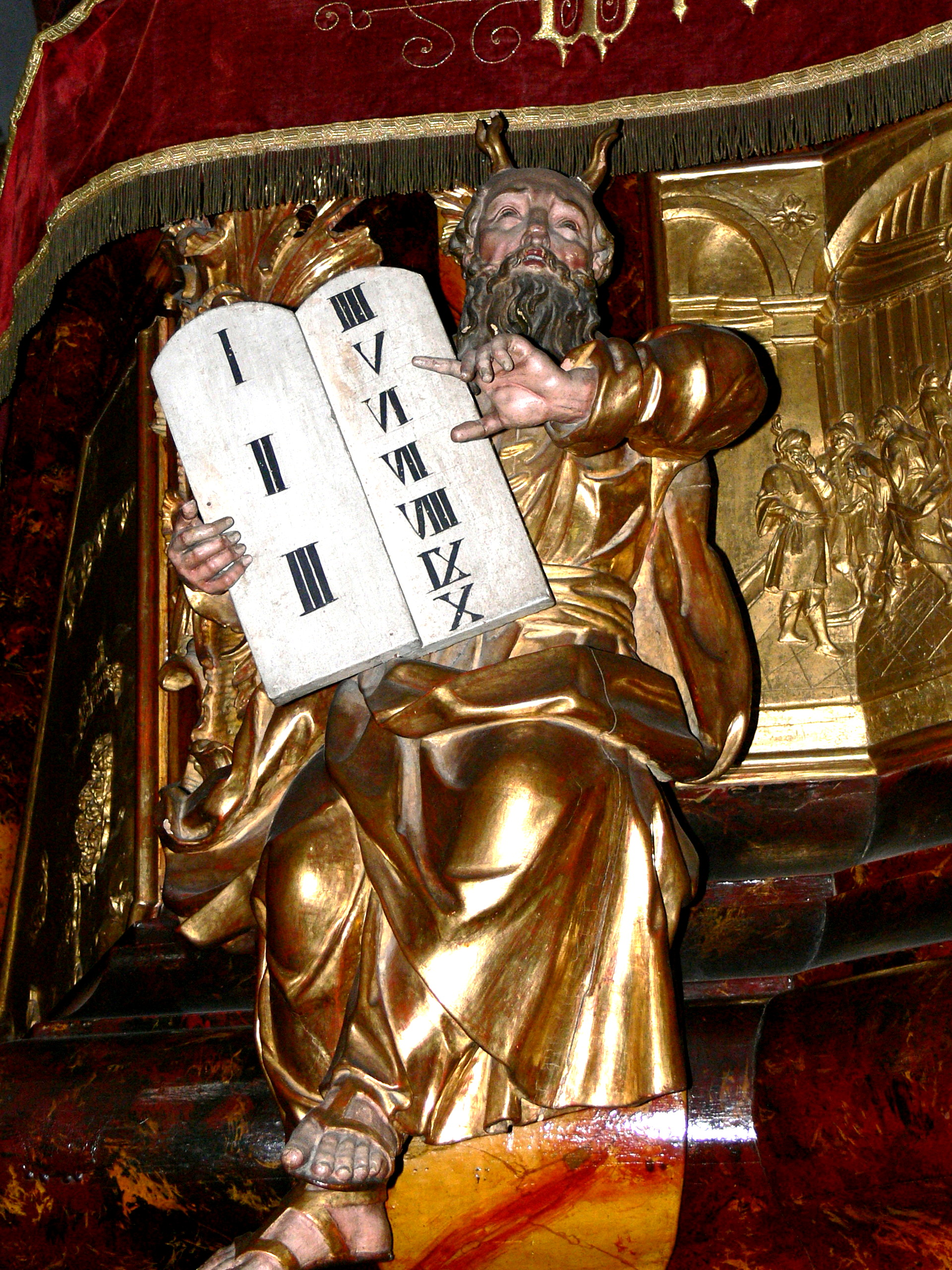
Talla a St. Paul in Lavanttal, Alemanya, s. XVII

### L'exili a Madian
Segons l'Èxode, capítol segon, un dia Moisès estava passejant per unes obres que efectuaven els jueus quan veié un egipci maltractant un hebreu. Com que era un lloc apartat, el príncep matà l'egipci i l'enterrà sota la sorra. L'endemà, uns hebreus el reconegueren com l'egipci que n'havia matat un altre per defensar un jueu. Aleshores, Moisès s'espantà i fugí d'Egipte per por de veure's acusat per la justícia egípcia.
Arribà al pou de Madian on defensà set jovenetes que discutien amb uns pastors. Després de socórrer-les, Moisès fou convidat a casa del pare de les noies, el sacerdot Jetró. Llavors demanà per quedar-se a viure en aquelles terres i li fou concedida la mà de la filla gran, Siporà, amb qui va tenir un fill, Guerxom.
Passaren molts anys fins que, quan Moisès tenia vuitanta anys i estava pasturant els ramats del seu sogre, veié una bardissa que cremava sense consumir-se. S'hi acostà i sentí una veu que li digué: Jo sóc el Déu del teu pare, el Déu d'Abraham, el Déu d'Isaac i el Déu de Jacob. Aleshores Déu li encomanà la missió d'alliberar els jueus d'Egipte i del faraó.

### Moisès a Egipte
En tornar a casa, prengué la seva muller i el seu fill i s'encaminaren cap a Egipte. De camí, es trobaren amb el germà de Moisès, Aaron i es presentaren junts als ancians del poble hebreu.
Al cap de poc van aconseguir audiència amb el nou faraó, el monarca va escoltar les súpliques de Moisès i Aaron però, en comptes de deixar marxar el poble d'Israel, els imposà treballs encara més durs.

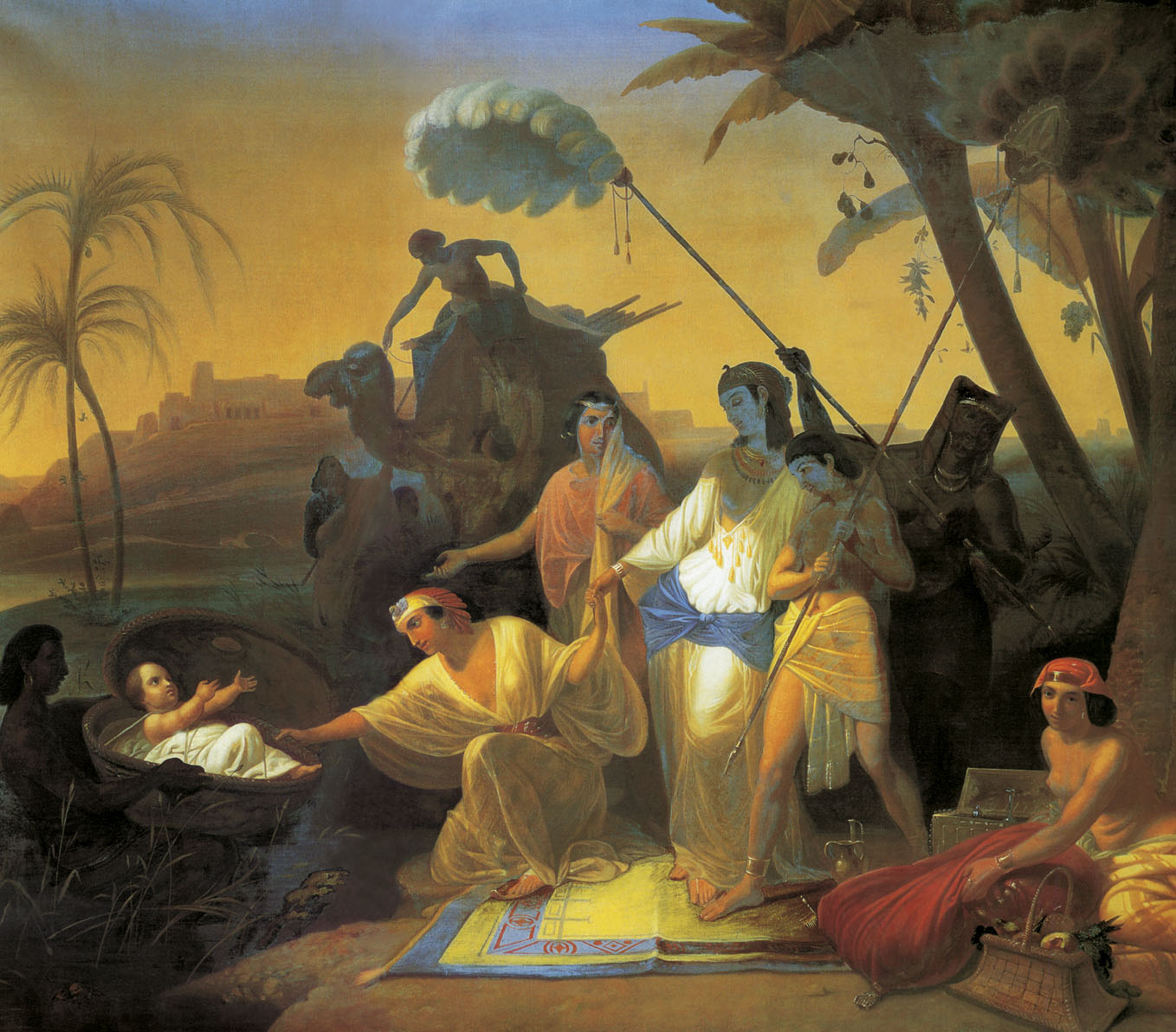
La filla del faraó troba Moisès, per Konstantin Flavicky, s. XIX
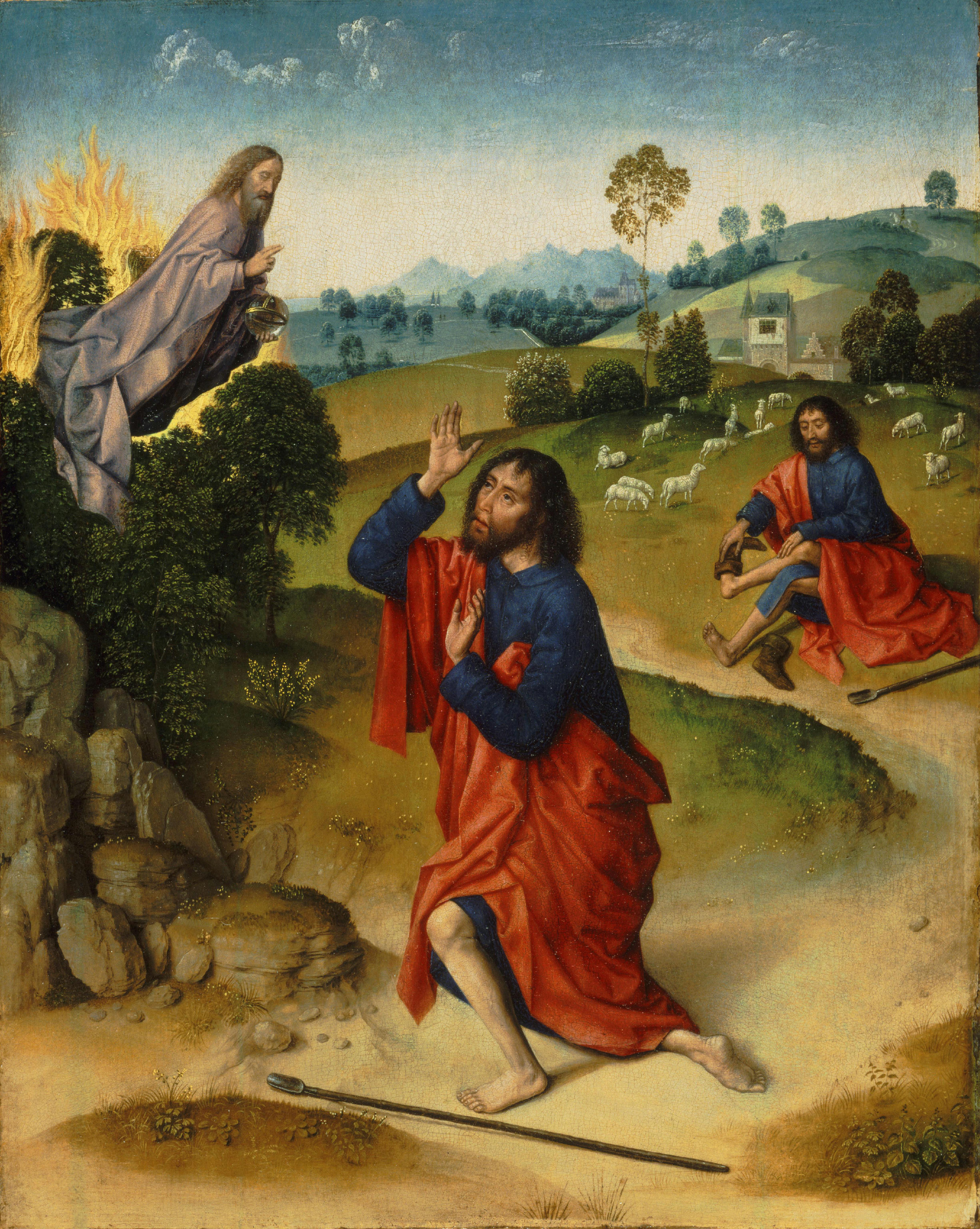
L'esbarzer ardent, per Dieric Bouts, ca. 1460
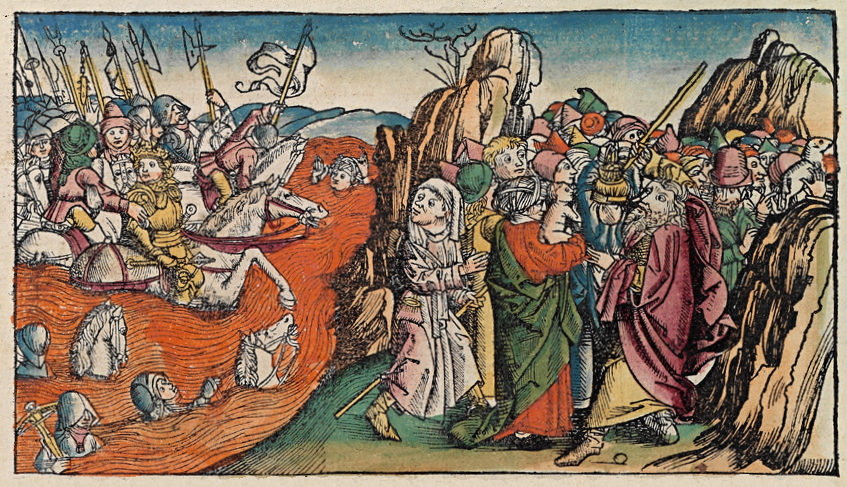
Pas de la Mar Roja, gravat de 1492 a la crònica de Nuremberg
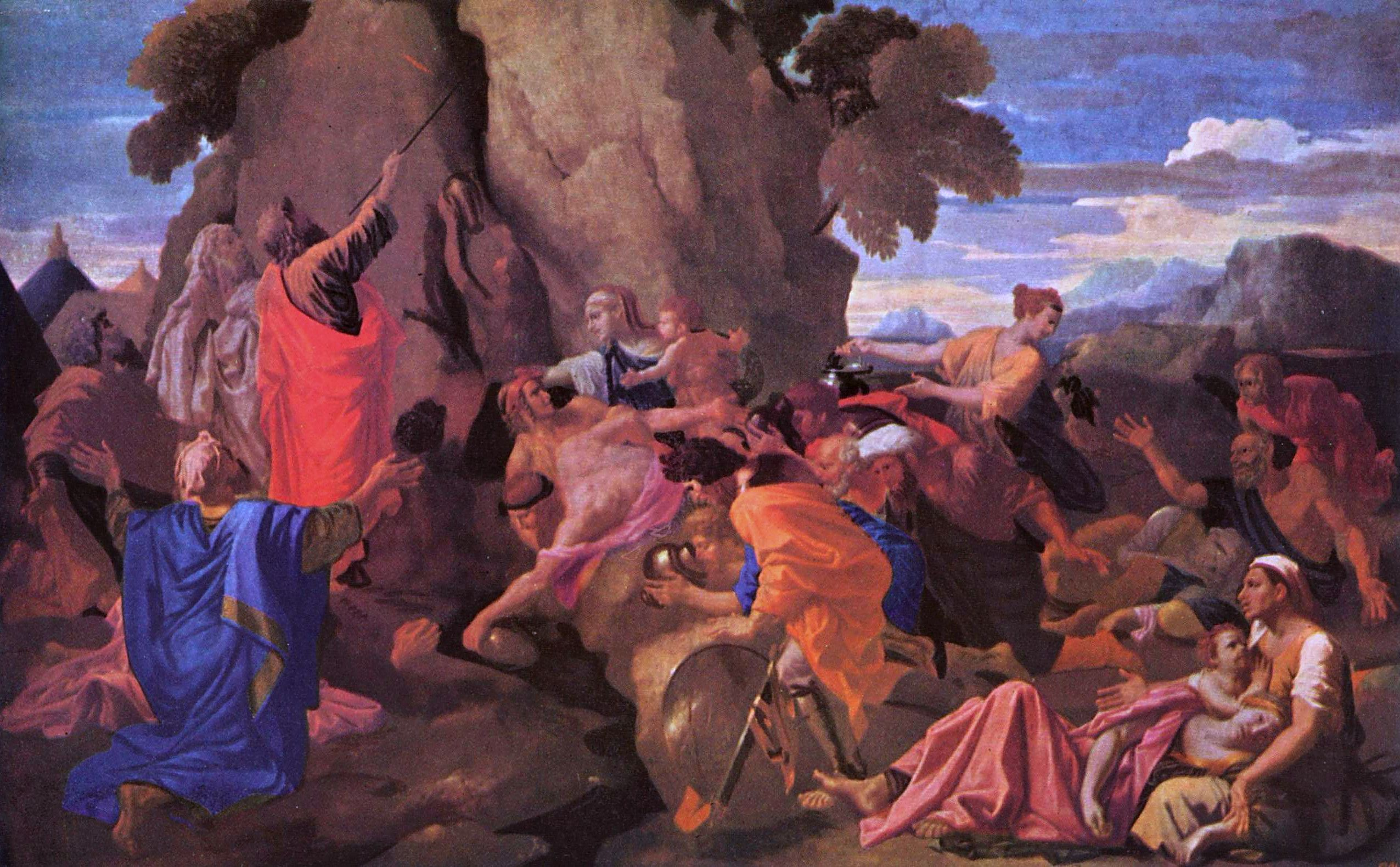
Moisès toca la roca perquè en brolli aigua, per N. Poussin, 1649 (St. Petersburg, Ermitage)

Moises va conèixer la fe de Deu

### Les deu plagues
1a plaga: L'aigua convertida en sang
L'endemà al matí, estant el faraó prop del Nil, Moisès ordenà a Aaron tocar amb la punta del bastó les aigües del riu i a l'instant les aigües es convertiren en sang. Tot seguit, Aaron viatjà per diversos rius, canals, llacs i cisternes convertint les aigües d'Egipte en sang. I així van viure set dies en què les aigües es tornaren pestilents i tothom buscava qualsevol racó on hi hagués aigua potable.
2a plaga: Les granotes
Quan les aigües es normalitzaren, Moisès demanà novament al faraó que deixés lliure els hebreus però fou en va. Aleshores, Aaron allargà la mà sobre el Nil i a l'instant arribà una quantitat ingent de granotes que s'estengueren per tot arreu, des dels camps de cultiu fins a les cases i palaus. El faraó demanà la fi de la plaga a canvi de l'alliberament dels jueus però, un cop les granotes foren mortes, es negà a permetre-ho.
3a plaga: Els polls
Aleshores Moisès ordenà Aaron colpejar el terra amb el seu bastó; per moments, aparegueren multitud de polls que infectaren totes les persones i animals d'Egipte. Els sacerdots egipcis aconsellaren al faraó deixar marxar els israelites, però el monarca els ho denegà.
4a plaga: Els tàvecs
Quan va finir la plaga dels polls, Moisès es presentà al faraó i l'avisà que l'endemà s'escamparia per tot Egipte, excepte la zona de Goixen (on vivien els hebreus), una plaga de tàvecs. Quan es va complir tot el que Moisès havia dit, el faraó va permetre el poble hebreu sortir al desert per pregar al seu déu, però amb la condició que tornessin al cap de tres dies.
5a plaga: La mort del bestiar
Poc temps més tard, novament el clam del poble jueu arribà al faraó però ell els negà la llibertat. Moisès es presentà al monarca i l'avisà que tot el bestiar propietat dels egipcis moririen en qüestió d'hores. El bestiar dels israelites quedà immune d'aquesta plaga. Tot i això, el faraó no cedí.
6a plaga: Les úlceres
Aleshores, Moisès i el seu germà Aaron agafaren sutge d'uns forns i es presentaren al faraó. Llençaren el sutge cap a l'aire i, en presència del monarca, aquell fum pestilent s'escampà pel palau provocant úlceres a totes les persones. Ningú se salvà d'aquella plaga, però l'ànim del faraó continuava dur com una roca.
7a plaga: La pedregada
Quan tothom estigué curat de les úlceres, Moisès demanà l'alliberament al faraó i ell es negà novament. Aleshores, Moisès alçà els braços i començà una pluja torrencial amb llamps i trons que de seguida es tornà en la pedregada més gran que mai havien vist a Egipte. El faraó feu cridar Moisès i Aaron i els atorgà la llibertat. Quan sortien de palau, Moisès aturà la pedregada però, fou llavors quan uns emissaris del faraó els digueren que havia canviat d'opinió i no els deixava lliures.
8a plaga: Les llagostes
El faraó els permeté novament anar al desert a adorar el seu déu, però solament les persones adultes. Això enfurismà Moisès qui suplicà a Déu una nova plaga; aquest cop les llagostes assolaren el país i es menjaren tota la collita i tots els cultius dels canals del Nil. La devastació fou terrible i Egipte quedà totalment arruïnat. Els sacerdots i consellers del faraó li suplicaren que deixés lliure el poble israelià però ell s'hi negà.
9a plaga: La foscor
Quan les llagostes hagueren abandonat Egipte, Moisès alçà els braços i estengué una foscor total. Ningú no veia absolutament res i durant tres dies tothom restà a la seva cambra sense poder veure res ni ningú. Passats els tres dies, el faraó feu cridar Moisès i Aaron i els donà un permís per anar al desert a pregar, aquest cop podien anar-hi totes les persones del poble d'Israel però no els permetria prendre bestiar per als sacrificis. Moisès no acceptà la decisió i el faraó l'expulsà del palau sota pena de mort si tornava a entrar-hi.
10a plaga: La mort dels primogènits
Aquells dies els jueus van celebrar la seva primera Pasqua tot seguint indicacions de Moisès. L'endemà de les celebracions, tots els primogènits egipcis, des del primer fill dels humils esclaus fins al fill del mateix faraó, foren ferits miraculosament.

### Sortida d'Egipte
El faraó els demanà que marxessin, atacar el seu fill havia estat un cop massa dur. També ordenà que se'ls entregués tot l'or i la plata d'Egipte. Fou així com, l'endemà de bon matí, el poble d'Abraham, Isaac i Jacob prengué totes les seves pertinences, el seu bestiar i tot l'or i la plata que pogueren agafar dels egipcis i se n'anaren d'aquell país.
Moisès no els dirigí cap a la terra de Canaan sinó que els portà en direcció al Sinaí, on havia vist l'esbarzer ardent. Van acampar a Sucot i posteriorment a Etam. Els guiava una columna de núvols durant el dia i una columna de foc durant la nit.

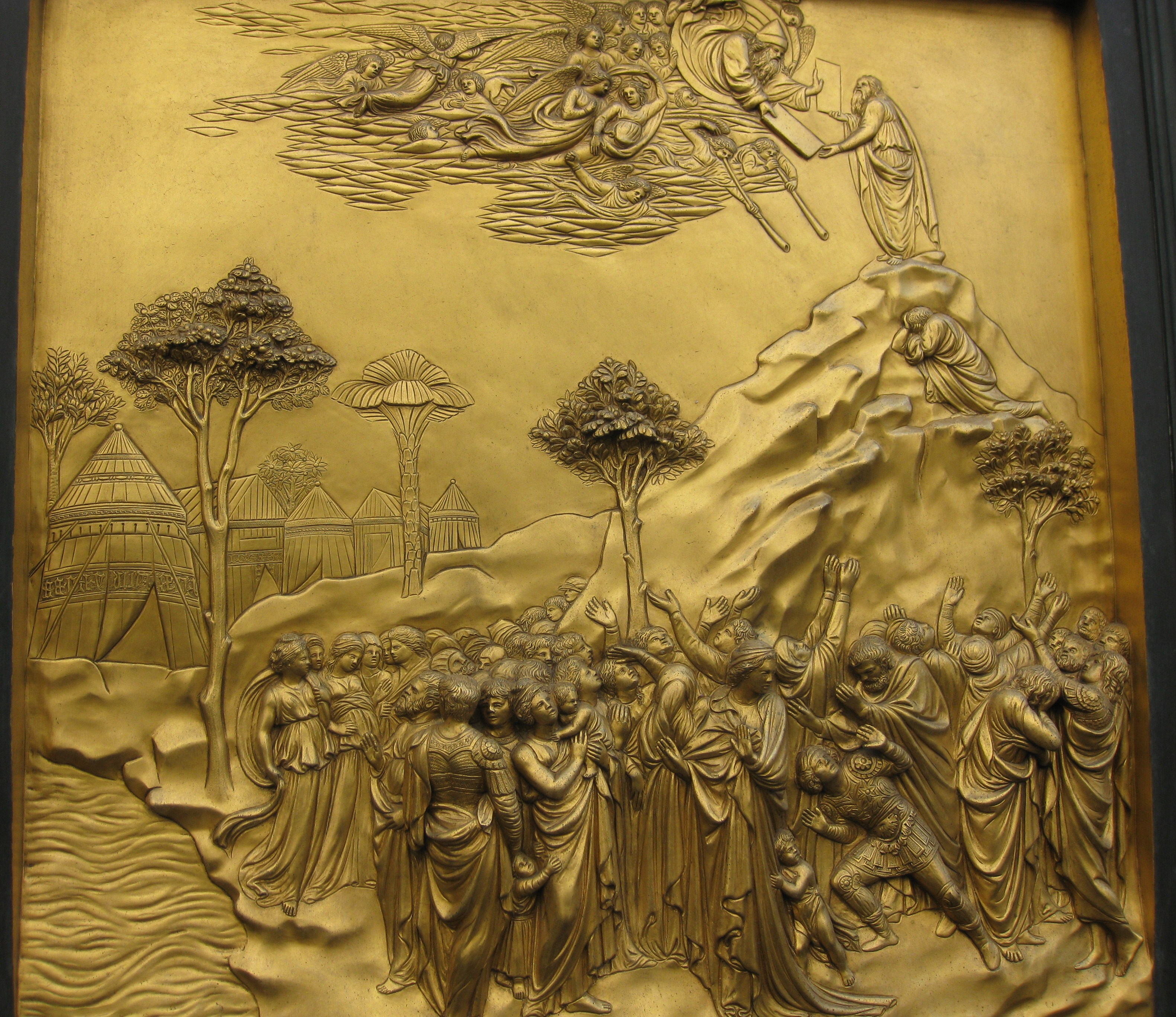
Moisès rep les taules de la llei, per Ghiberti, s. XV (Florència, Battistero)
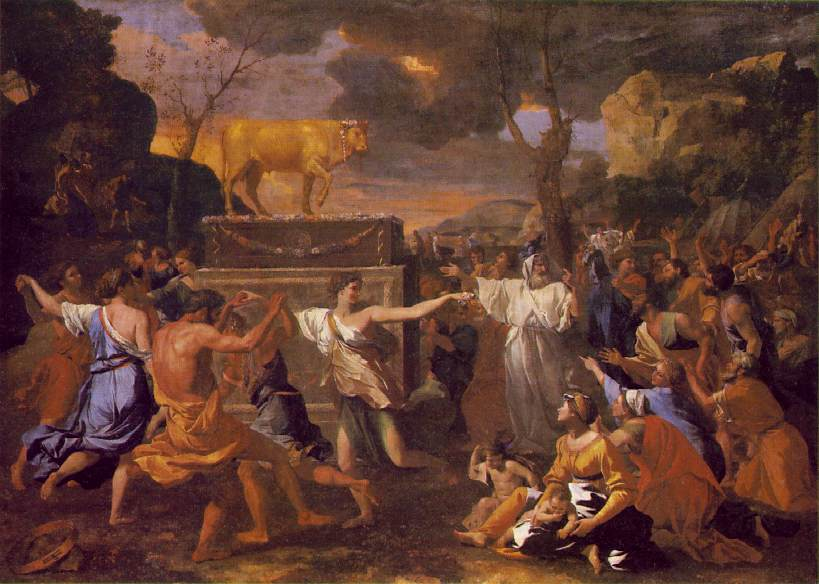
Adoració del Vedell d'Or, per N. Poussin (Londres, National Gallery)
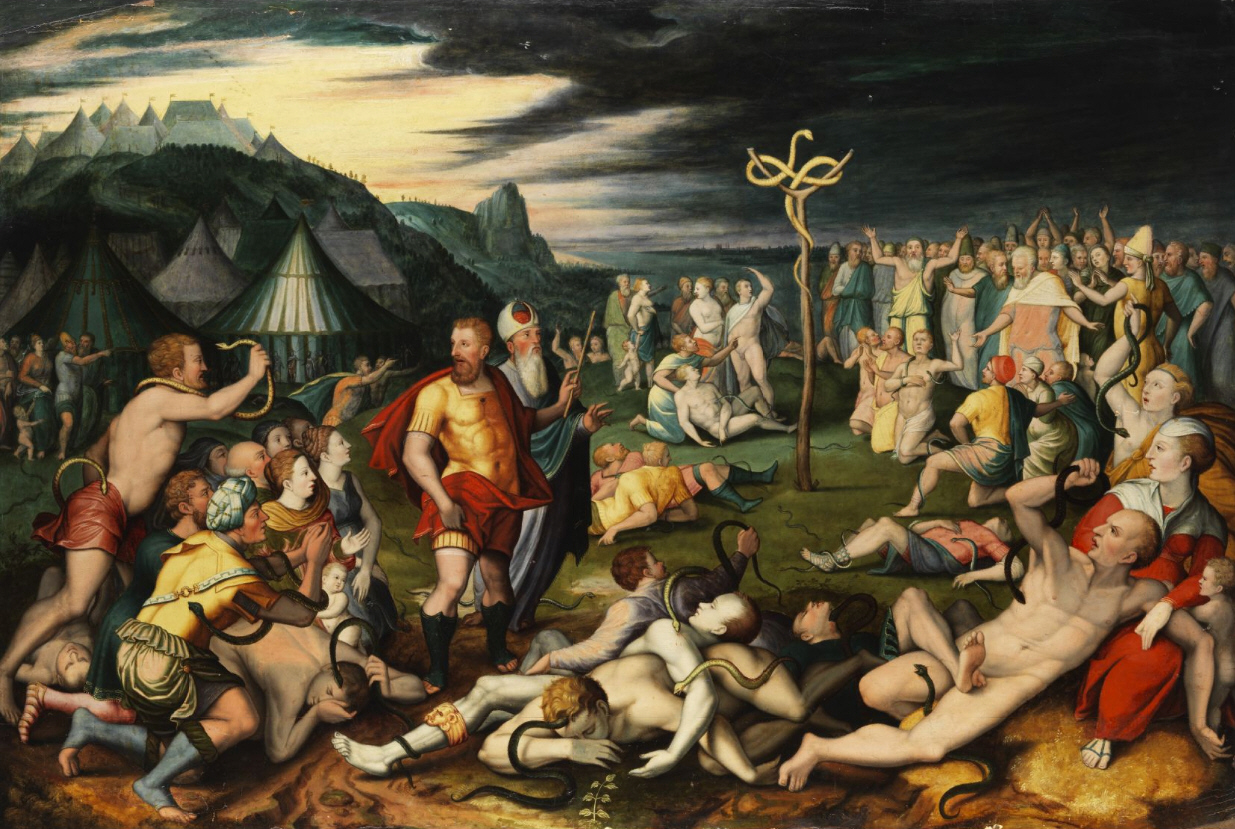
La serp de bronze, oli flamenc del s. XVII

### Pas del Mar Roig
Així arribaren a Piahirot, prop del Mar Roig i acamparen davant de Baal-Sefon.
El faraó escoltà els precs del seu poble que clamava venjança, armà el seu exèrcit i començà una persecució dels hebreus. Quan aquests sentiren el retronar de l'exèrcit que s'acostava, es queixà a Moisès, ja que el mar els barrava la sortida. Aleshores, ell estengué els seus braços sobre el mar i començà a bufar un vent de ponent molt fort que enretirà les aigües, i quedaren dividides per mostrar un pas segur per travessar-lo.
Ràpidament, els hebreus van ficar-se dins i van començar la travessia a peu sec. Quan van arribar els egipcis, el faraó va decidir perseguir els israelians i també van entrar al pas del mar obert per Moisès. Quan tot el poble jueu va haver passat, Moisès va estendre de nou els braços sobre el mar i les aigües van tornar al seu lloc, ofegant així tot l'exèrcit egipci.

### L'Èxode
Deixant enrere el Mar Roig, es van endinsar al desert de Xur fins que, al cap de tres dies, van arribar a Marà, però l'aigua era amarga i no pogueren beure'n. El poble començava a queixar-se a Moisès quan ell va llençar un tronc i l'aigua es va tornar dolça i potable. Aleshores van acampar prop d'Elim, on hi havia dotze deus d'aigua i setanta palmeres.
Poc després van continuar la travessia pel desert però el poble d'Israel passava gana i novament presentà les seves queixes a Moisès i Aaron. A partir d'aquell moment, cada dia aparegueren miraculosament una munió de guatlles (al capvespre) i una pluja de mannà (al matí), però només podien agafar l'aliment necessari per a cada dia.
Estant acampats a Refidim, es trobaren que no hi havia aigua. Començaren tot un seguit de discussions entre els ancians del poble per intentar trobar-hi una solució. Quan el conflicte es girà contra Moisès, aquest colpejà una roca amb el seu gaiato i a l'instant en sortí un doll d'aigua de la qual pogué beure tot el poble.
Un temps més tard, foren atacats per la tribu d'Amalec. Moisès demanà a Josuè que armés els homes i sortís a lluitar. Ell es posà al cim d'un turó proper per veure la batalla. Succeí que mentre Moisès tenia els braços alçats invocant Déu, els israelians guanyaven però quan els baixava per descansar, guanyava als amalequites. Aaron i Hur, fill de Caleb, van adonar-se'n i van aguantar els braços alçats a Moisès fins que Josuè va aconseguir derrotar completament Amalec.
Continuaren amb la travessia fins que acamparen als peus de la muntanya sagrada. Allà, Moisès rebé la visita del seu sogre Jetró, la seva muller Siporà i els seus dos fills, Guerxom i Elièzer. Jetró li aconsellà d'instituir la figura dels jutges, gent capacitada per impartir justícia, ja que fins aquell moment només ho feia Moisès i no podia descansar mai. D'aquesta manera, es van escollir homes respectats i es van declarar caps de miler, caps de centena, caps de cinquantena i caps de desena. Així, solament les causes més importants i que afectaven tot el poble d'Israel arribaven a Moisès.

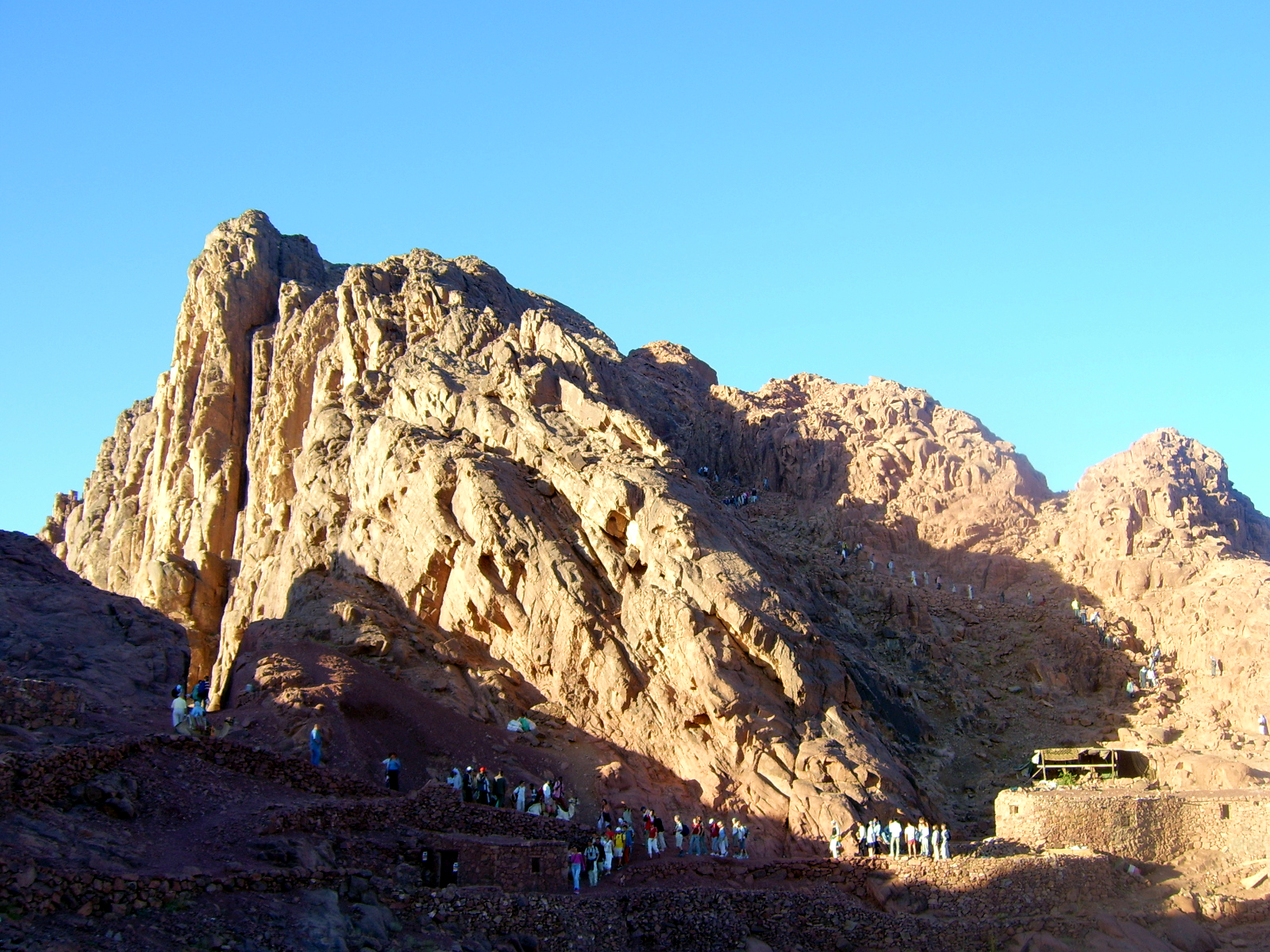
El Sinaí
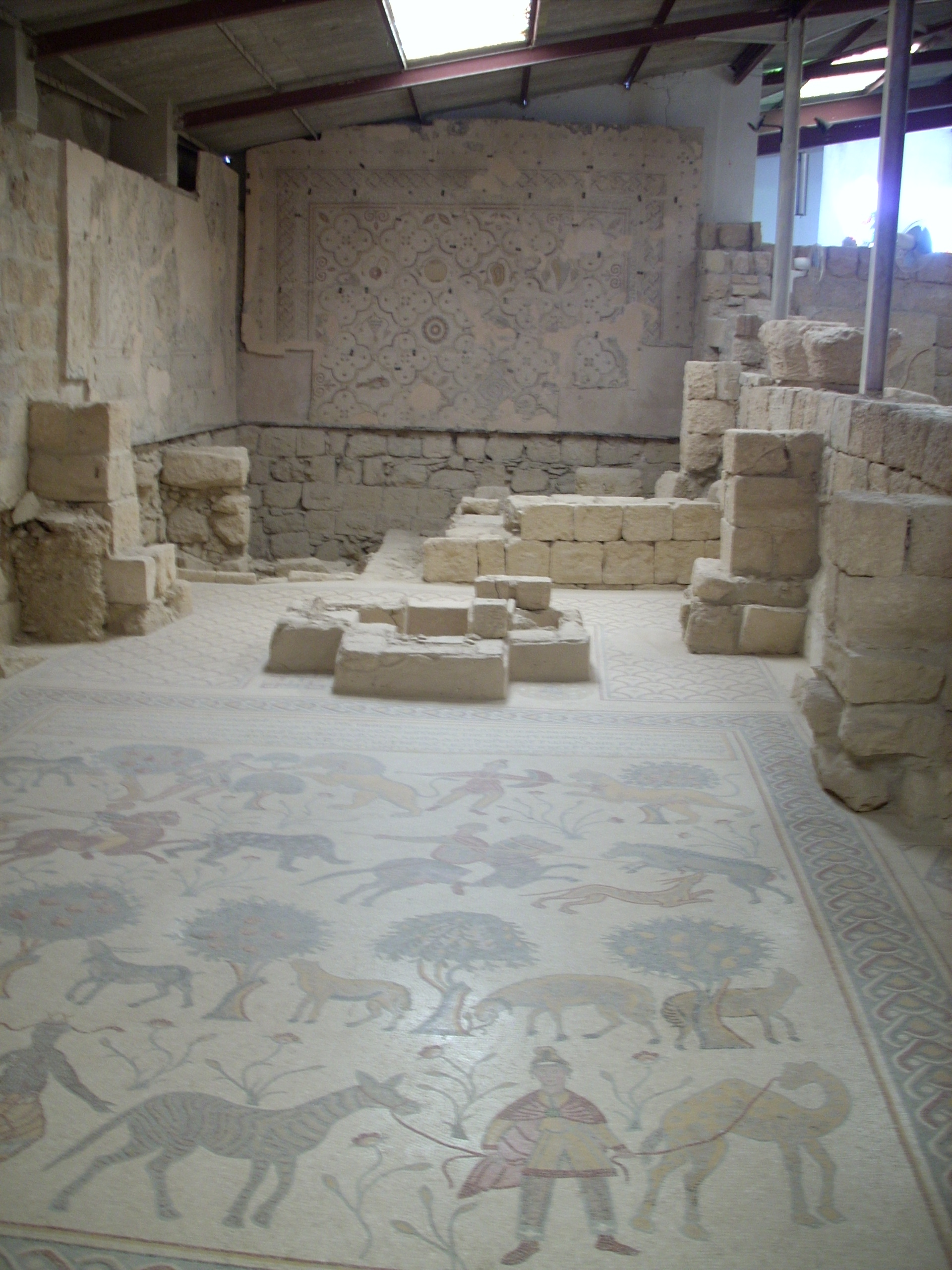
Basílica de Moisès al Mont Nebo

### Els Deu manaments i el Vedell d'or

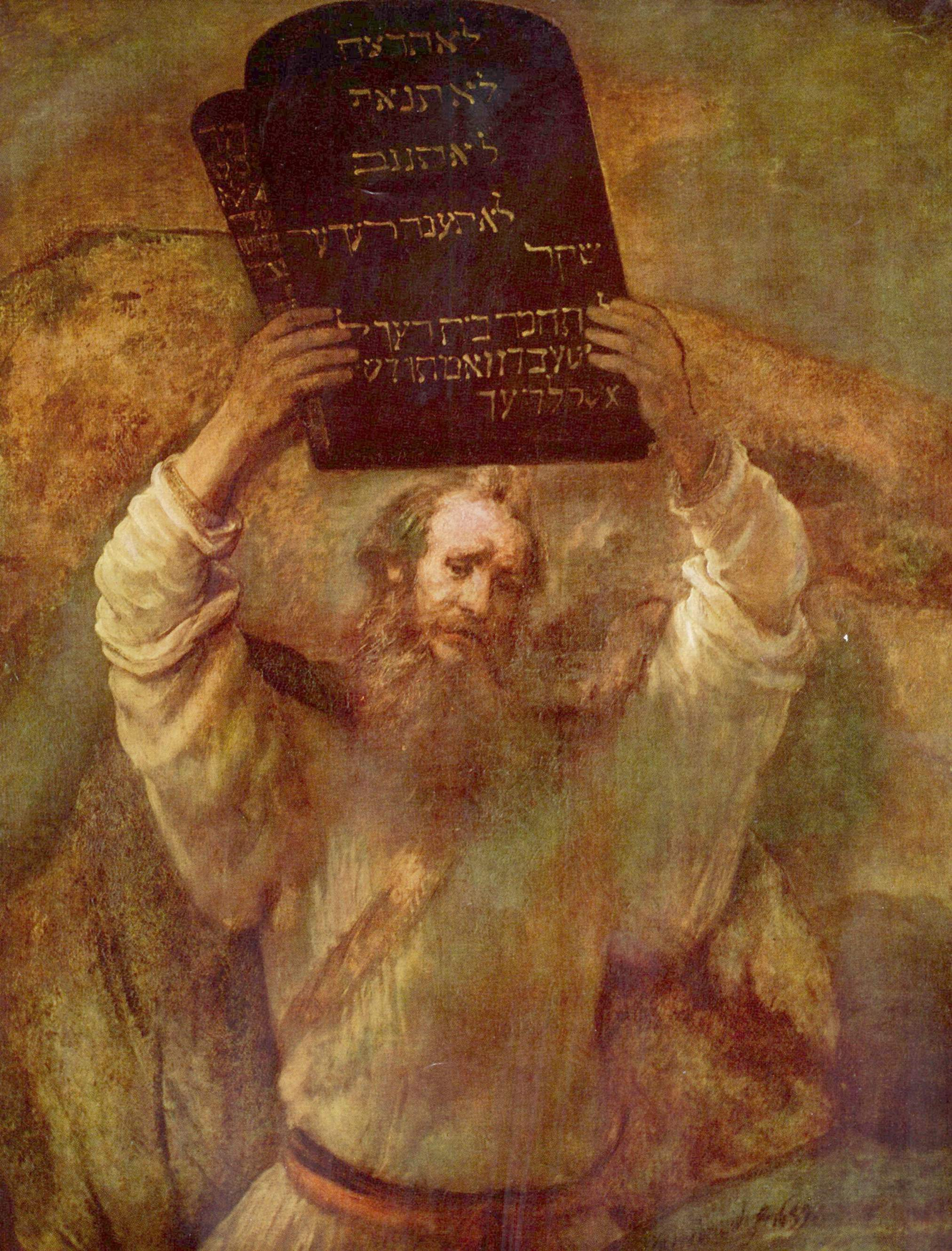
"Moisès rep els Deu manaments", per Rembrandt (1659)

Al tercer dia, Déu cridà Moisès al capdamunt de la muntanya i prohibí expressament que ningú més s'acostés a la muntanya sagrada. Aleshores Déu va lliurar la llei a Moisès. Aquesta llei es resumia en els Deu manaments, que Moisès escrigué davant de tot el poble. Segons algunes tradicions aquesta muntanya era Al-Mukattam.
Seguidament, Déu ordenà pujar al cim Moisès, Aaron i els seus fills Nadab i Abihú, i setanta d'entre els ancians d'Israel per rebre la benedicció del mateix déu. Posteriorment, Moisès romangué durant quaranta dies i quaranta nits al cim de la muntanya on rebé unes taules de pedra amb els Deu manaments escrits i tot un seguit de lleis i normatives per a la vida futura a la Terra Promesa.
Però a mesura que anaven passant el dies el poble començava a relaxar la seva moral fins que un dia demanaren a Aaron que els fes la imatge d'un vedell amb l'or i la plata que havien manllevat d'Egipte per poder adorar-lo i celebrar festes en honor seu. Aaron era reticent, però finalment fou convençut; fabricà la imatge i tot el poble celebrà una gran festa amb música, menjar, beure i tota mena de diversió.
Aquella mateixa nit, Moisès baixava de la muntanya amb les taules de la Llei quan veié Josuè que era l'únic que l'esperava prop de la muntanya i lluny del campament. Ell li preguntà si eren crits de guerra els que se sentien, però Moisès, indignat, li respongué que eren crits de cants i festa.
En arribar al campament, veié el vedell i s'indignà tant que llançà les taules de la Llei sobre la imatge. Després l'esbocinà, la fongué, l'escampà sobre l'aigua i en feu beure a tots els membre del poble d'Israel. Moisès s'enfadà molt amb el seu germà Aaron i llavors preguntà al poble qui se'n penedia. El fills de la tribu de Leví es posaren de part de Moisès i ell els ordenà agafar una espasa i matar els israelites idòlatres. Moriren prop de tres mil homes aquella mateixa nit.
L'endemà, Moisès va apartar uns metres la seva tenda de la resta del campament, perquè tot el poble pogués veure-la i el tingués ben present. Només a Moisès i al seu ajudant Josuè, els era permès entrar-hi, la resta del poble no podia passar els límits del campament. Déu va manar Moisès tornar al cim de la muntanya sagrada amb dues taules de pedra i quan en va baixar, les duia escrites novament amb les lleis d'Israel.
Les van introduir dins de l'Arca de l'Aliança i Moisès va ungir el seu germà Aaron com a Summe Sacerdot d'Israel i els fills d'Aaron com a Sacerdots de l'Arca.

### Quaranta anys pel desert
El poble d'Israel va estar quaranta anys viatjant nòmadament pel desert. Va morir multitud d'ancians i van néixer molts nadons, d'aquesta manera, el poble es va anar transformant. Van sorgir moltes dificultats a causa de la vida del desert i de la impaciència dels hebreus, així van patir diversos sofriments com plagues de còlera, terratrèmols o falta d'aigua i aliments.
Quan s'acostaven a la Terra Promesa, Moisès va veure morir els seus germans Míriam i Aaron. Volent pressionar Moisès per entrar ràpidament a Canaan, el poble es rebel·là contra ell però va aparèixer una plaga de serps verinoses que delmà la població. L'única manera de curar-se era mirant el bastó de Moisès, en el qual ell hi havia fet esculpir una serp de bronze.

### Mort de Moisès
Moisès va morir als cent vint anys sense poder trepitjar la Terra Promesa per haver dubtat de la divinitat. Com que no li era permès creuar el riu Jordà, va pujar al cim del mont Nebó des d'on va albirar la terra de Canaan i on va morir. El seu ajudant Josuè va esdevenir el nou líder d'Israel i va entrar amb els jueus a la seva llar.
La tradició islàmica afirma que Moisès està enterrat a Damasc. En el cristianisme, l'Epístola de Judes relata que l'arcàngel Sant Miquel i Satanàs es van disputar el cadàver de Moisès, ja que el dimoni demanava la seva ànima perquè Moisès havia assassinat un egipci en la seva joventut.
A l'episodi de la Transfiguració de Jesús, narrada als Evangelis, Moisès reapareix a la Terra parlant amb Crist.

## Historicitat de Moisès

### Cronologia
La seva història se situa tradicionalment entre els segle XVIII aC i el Segle XIII aC.
A la Bíblia (1Reis, 6:1) es diu que "L'any quatre-cents vuitanta després de la sortida dels fills d'Israel de la terra d'Egipte, l'any quart del regnat de Salomó sobre Israel, (...)". Segons els historiadors William F. Albright i Gershon Galil, entre d'altres, Salomó va començar a regnar a la dècada del 960 aC, això faria que la sortida d'Egipte esdevingués a la dècada del 1140 aC i, comptant que Moisès tenia vuitanta anys quan va tornar de Madian cap a Egipte, resulta que Moisès seria nascut aproximadament, i segons la Bíblia, cap a la dècada del 1220 aC i hauria mort a la dècada del 1100 aC.
Una hipòtesi controvertida afirma que Moisès era un noble de la cort del faraó Akhenaton. Molts estudiosos, des de Sigmund Freud fins Joseph Campbell suggereixen que Moisés va poder haver abandonat Egipte després de la mort d'Akhenaton (1358 aC) quan les reformes monoteistes del faraó van ser rebutjades violentament. Les principals idees que donarien suport aquesta hipòtesi serien que la religió monoteista d'Akhenaton era la predecessora del monoteisme de Moisès, i una col·lecció contemporània de les cartes d'Amarna, escrites pels nobles per a Akhenaton, descriuen bandes assaltants de habirus atacant territoris egipcis.

### Components mítics
Diversos estudiosos han subratllat els paral·lelismes entre la història de Moisès i altres mites i llegendes antics. El seu salvament de les aigües recorda a altres relats d'homes poderosos, com per exemple Sargon d'Accad i els relats dels miracles que du a terme davant del faraó ja es troben al Papir Westcar. Les deu plagues d'Egipte podrien basar-se en fets reals que ja van ser tornats llegenda al Papir Ipuwer.

## Origen del Pentateuc de Moisès
S'ha assumit tradicionalment que Moisès va rebre de Jahvè i va transcriure tots els textos de la Torà. Aquesta continua sent la creença de la majoria dels cristians i de la majoria dels jueus ortodoxos. Tanmateix, els avenços a la crítica textual han convençut molts experts i historiadors que aquests textos, en la forma que nosaltres els coneixem actualment, van ser presos i adaptats de diverses fonts. Aquesta idea es discuteix a la hipòtesi documental.
L'islamisme, d'altra banda, està d'acord amb els estudis de crítica textual i la hipòtesi documental. L'Alcorà afirma que Jahvè va revelar personalment el text de la Torà a Moisès, tal com creïn jueus ortodoxos i molts cristians. Però afirma també que el text original de la Torà ha estat adulterat, manipulat i corromput al llarg dels segles, pel que avui en dia, tot i que encara conté fragments de la revelació original, ja no és 100% revelació divina. En aquest sentit, per als musulmans la hipòtesi documental i d'altres estudis fets per erudits bíblics, que revelen que la Torà com la coneixem avui en dia és el fruit del treball de diversos autors al llarg d'alguns segles és la confirmació del que diu l'Alcorà sobre això, i per això defensen la idea que la Torà actual no és 100% fiable.

## Altres visions de Moisès
A Alexandria van circular unes escrits ampliant la biografia de Moisès, segons els quals hauria ensenyat als fenicis el seu alfabet, en una assumpció de la història del déu Thot.

### Segons el judaisme
Hi ha una gran quantitat d'històries i informació addicional sobre Moisès, en els apòcrifs jueus i en el gènere de l'exegesi rabínica coneguda com a Midraix, així com en les obres principals de la llei oral jueva, la Misnà i el Talmud.
Els historiadors jueus que vivien a Alexandria, com Eupolemus, atribuïren a Moisès la gesta d'haver ensenyat als fenicis el seu alfabet, similar a les llegendes de Thoth. Artapanus d'Alexandria identifica explícitament Moisès no només amb Thoth / Hermes, sinó també amb el Musaeus figura grega (a qui ell anomena "el mestre d'Orfeu"), i que se li atribueix la divisió d'Egipte en 36 districtes, cadascun amb la seva pròpia litúrgia. El nom de la princesa que va adoptar a Moisès com Merris, dona del faraó Chenephres.
Les fonts antigues esmenten una Assumpció de Moisès i un testimoni de Moisès. El text llatí es troba a Milà en el segle xix per Antonio Ceriani qui el va anomenar l'Assumpció de Moisès, encara que no es refereix a un supòsit de Moisès o que contenen parts de l'Assumpció que es citen pels autors antics, i és pel que sembla en realitat el testimoni. L'incident que els autors antics citen també s'esmenta en l'epístola de Judes.
Per Judios ortodoxos, Moisès és realment Moshe Rabbenu, `Eved Hashem, zya Avi haNeviim" a. Es diu "El nostre líder Moshe", "Servent de Déu", i "Pare de tots els profetes". En la seva opinió, no només a Moisès va rebre la Torà, sinó també el manifest (escrit i oral) i l'ocult (el «ensenyaments hokhmat nista, que va donar el judaisme el Zohar de la Rashbi, la Torà de la haQadosh Ari i tot el que es discuteix a la Yeshiva celestial entre la Ramhal i els seus amos). També és considerat el més gran dels profetes.
Degut en part a la seva edat, sinó també perquè 120 està en una altra part va declarar que l'edat màxima per als descendents de Noè (una interpretació de Gènesi 6:3), "pot vostè viu a 120" ha esdevingut una benedicció comú entre els Judios.

### Segons el cristianisme
Per als cristians, Moisès - esmenten més sovint en el Nou Testament que qualsevol altra figura de l'Antic Testament - és sovint un símbol de la llei de Déu, com a reforç i va exposar en els ensenyaments de Jesús. Els escriptors del Nou Testament, sovint comparat les paraules de Jesús i fets amb Moisès per explicar la missió de Jesús. A Fets 7:39-43, 51-53, per exemple, el rebuig de Moisès pels jueus que van adorar el vedell d'or és comparat amb el rebuig de Jesús pels jueus que va continuar en el judaisme tradicional.
Moisès també figura en diversos dels missatges de Jesús. Quan es va reunir amb el Nicodem fariseus a la nit al tercer capítol de l'Evangeli de Joan, que compara Moisès elevació de la serp de bronze en el desert, que qualsevol israelita podia mirar en i ser curats, als seus aixecant (per la seva mort i resurrecció) de les persones a mirar i ser curat. En el sisè capítol, Jesús respon a la demanda de la gent que Moisès els va donar el mannà en el desert dient que no era Moisès, però Déu, que li van proporcionar. Trucades a si mateix el "pa de vida", Jesús afirma que ara està prevista per alimentar el poble de Déu.
Ell, juntament amb Elías, es presenta com la trobada amb Jesús en totes les tres comptes Evangeli de la Transfiguració de Jesús a Mateu 17, Marc 9 i Lluc 9, respectivament. Més tard, els cristians troben nombrosos altres paral·lelismes entre la vida de Moisès i Jesús, en la mesura en què Jesús va ser comparat amb un "segon Moisès". Per exemple, la fugida de Jesús de la massacre per Herodes a Betlem es compara amb la d'escapament de Moisès dels dissenys del faraó de matar els nens hebreus. Aquestes paral·lels, a diferència dels anteriorment esmentats, no es va assenyalar en l'Escriptura. Vegeu l'article sobre la tipologia.
La seva importància per al cristianisme modern no ha disminuït. Ell és considerat un sant per diverses esglésies, i es commemora com un profeta en els calendaris respectius dels sants Luterana, i les esglésies ortodoxes d'Orient el 4 de setembre. Ell és commemorat com un dels precursors en el calendari dels sants de l'Església Apostòlica Armènia, el 30 de juliol.

### Segons l'islam
A l'Alcorà Moisès (en àrab Mussa) és el profeta més citat i és definit com un rassul (missatger), un dels profetes que van portar unes escriptures i unes lleis al seu poble.
La seva història, dispersa a través de les diferents sures del llibre sagrat, és similar a la bíblica però conté alguns passatges diferents. Un dels més destacats és la visita de Moisès al faraó, on a part de demanar l'alliberament del seu poble, li recomana la conversió, però el monarca egipci respon defensant la idolatria. Els seus sacerdots, però, confessen que l'únic déu és Al·là. Aquest èmfasi en el monoteisme és una constant islàmica en les vides dels profetes majors. Un altre tret diferencial del relat islàmic és l'aparició d'Al-Khidr com a acompanyant a l'Èxode.
La Bíblia i l'Alcorà el presenten però sota dos punts de vista diferents; mentre la Bíblia emfatitza l'alliberament dels israelites, l'Alcorà posa l'accent en la relació entre Moisès i Déu.

### Segons els mormons
Els membres de l'Església de Jesucrist dels Sants dels Últims Dies (també anomenats mormons) solen considerar Moisès de la mateixa manera que ho fan altres cristians; no obstant això, a més d'acceptar el relat bíblic, tenen el Llibre de Moisès com a part del seu cànon d'Escriptures. Aquest llibre es creu que es va traduir els escrits de Moisès, i s'inclou en el Pearl of Great Price. Latter-day Saints també són únics en la creença que Moisès va ser portat al cel sense haver provat la mort (traduït). A més, Joseph Smith i Oliver Cowdery van declarar que el 3 d'abril de 1836, Moisès es va aparèixer a ells en el Temple de Kirtland en un glorificat, forma immortal, física i els va donar les «claus de la reunió d'Israel dels quatre les parts de la terra, i el líder de les deu tribus de la terra del nord».

## Art i cultura
D'entre les representacions gràfiques, destaquen l'escultura de Miquel Àngel i les pintures de Botticelli.
Rossini va posar música a la vida de Moisès a l'òpera Mosè in Egitto, que més tard va revisar com a Moïse et Pharaon, ou Le passage de la mer Rouge. També ho va fer Schönberg a Moses und Aron.
Modernament s'han fet versions de la seva vida al cinema, essent les més conegudes la pel·lícula Els Deu Manaments (1956), protagonitzada per Charlton Heston, i la versió animada de DreamWorks The Prince of Egypt (1998).